# Medalhistas olímpicos dos saltos ornamentais

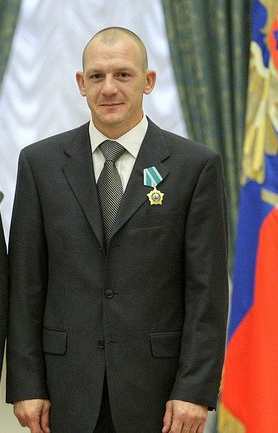
Dmitri Sautin é o mais vitorioso saltador olímpico com oito medalhas conquistadas entre 1992 e 2008.

Segue a lista dos medalhistas olímpicos dos saltos ornamentais:

## Masculino

### Plataforma 10 m individual

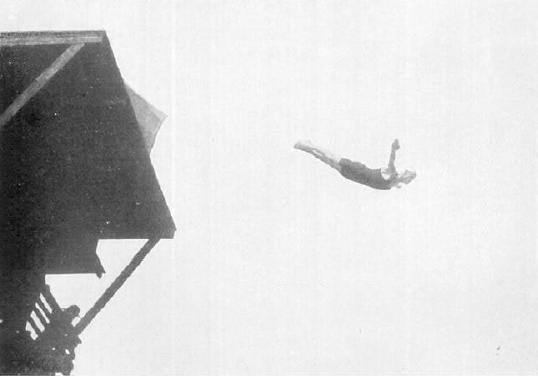
Erik Adlerz, medalha de ouro em Estocolmo 1912

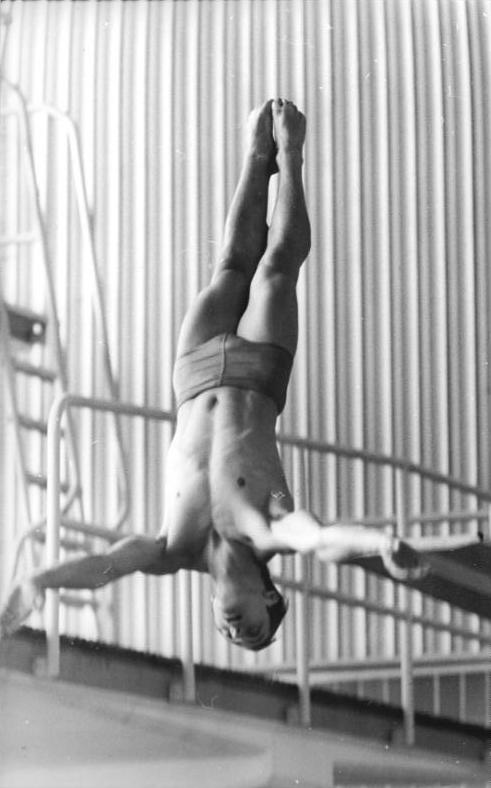
Falk Hoffmann, medalha de ouro em Moscou 1980

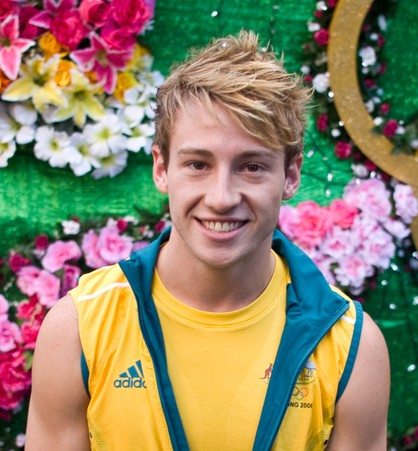
Matthew Mitcham, medalha de ouro em Pequim 2008

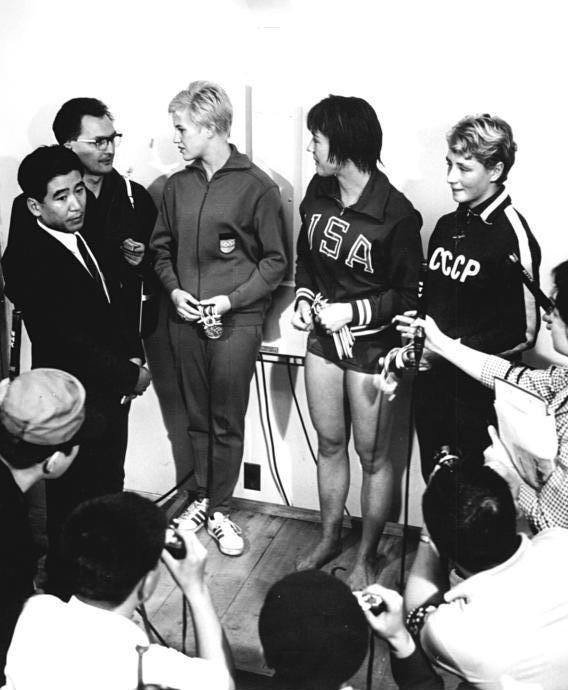
Medalhistas da plataforma em Tóquio 1964

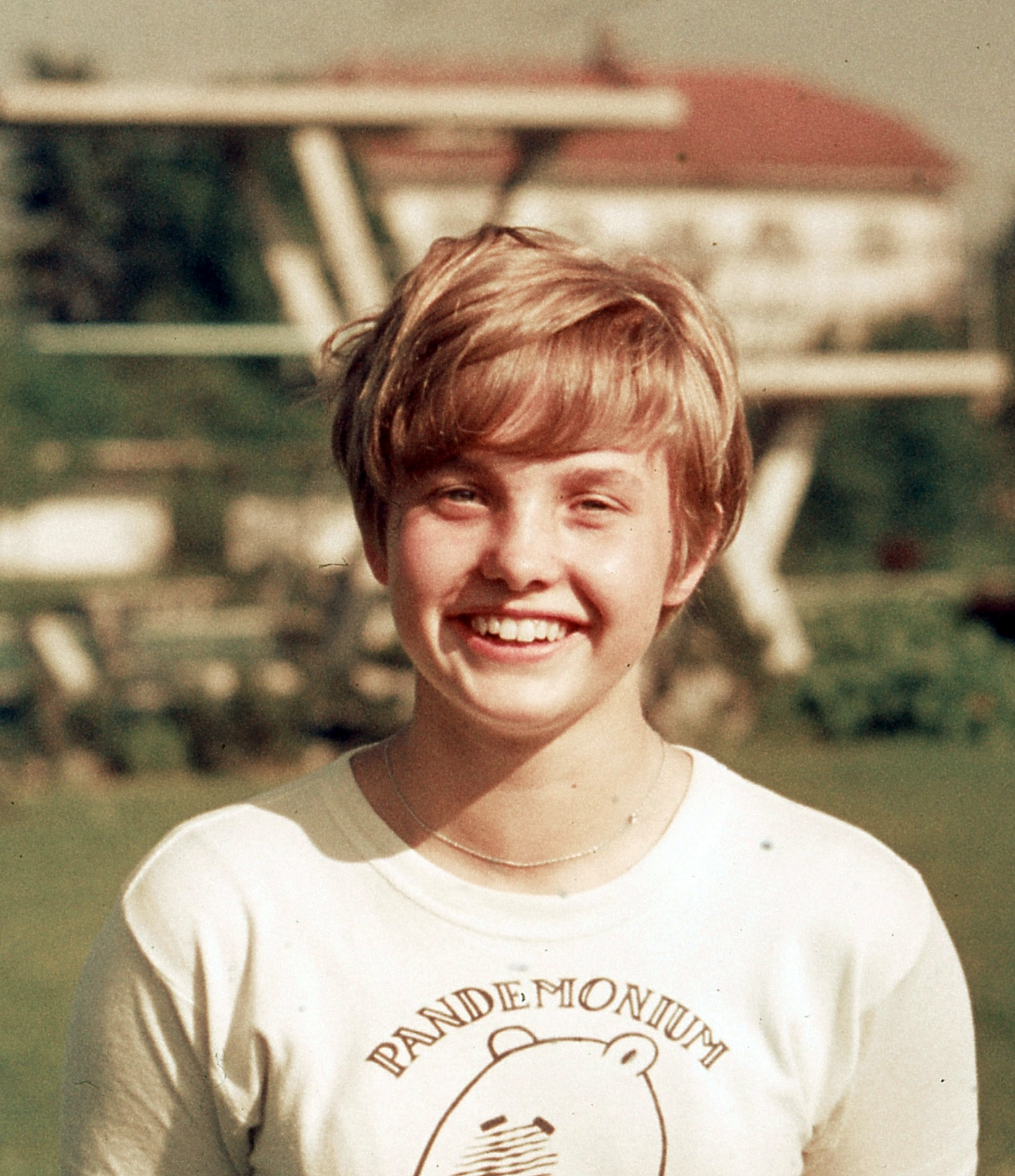
Milena Duchková, medalha de ouro no México em 1968

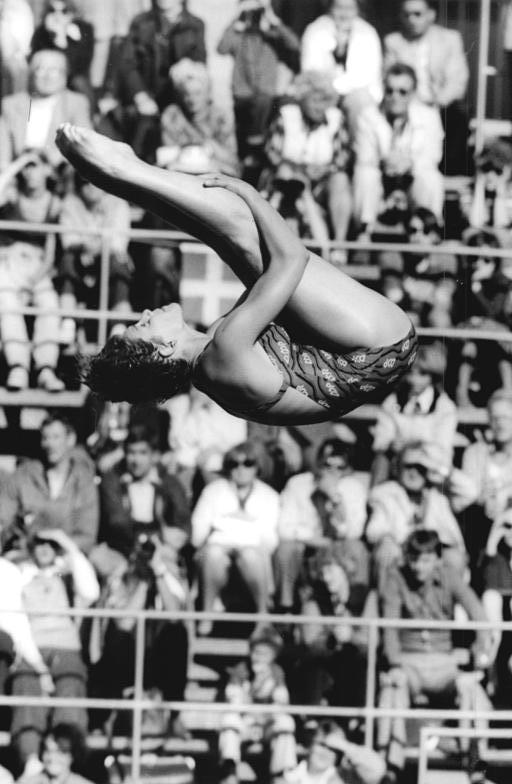
Martina Jäschke, campeã da plataforma em 1980

| Evento                           | Ouro                                 | Prata                                | Bronze                                                            |
| -------------------------------- | ------------------------------------ | ------------------------------------ | ----------------------------------------------------------------- |
| Saint Louis 1904 (detalhes)      | George Sheldon USA Estados Unidos    | Georg Hoffmann GER Alemanha          | Frank Kehoe USA Estados Unidos Alfred Braunschweiger GER Alemanha |
| Londres 1908 (detalhes)          | Hjalmar Johansson SWE Suécia         | Karl Malmström SWE Suécia            | Karl Malmström SWE Suécia                                         |
| Estocolmo 1912 (detalhes)        | Erik Adlerz SWE Suécia               | Albert Zürner GER Alemanha           | Gustaf Blomgren SWE Suécia                                        |
| Antuérpia 1920 (detalhes)        | Clarence Pinkston USA Estados Unidos | Erik Adlerz SWE Suécia               | Harry Prieste USA Estados Unidos                                  |
| Paris 1924 (detalhes)            | Albert White USA Estados Unidos      | David Fall USA Estados Unidos        | Clarence Pinkston USA Estados Unidos                              |
| Amsterdã 1928 (detalhes)         | Pete Desjardins USA Estados Unidos   | Farid Simaika EGY Egito              | Michael Galitzen USA Estados Unidos                               |
| Los Angeles 1932 (detalhes)      | Harold Smith USA Estados Unidos      | Michael Galitzen USA Estados Unidos  | Frank Kurtz USA Estados Unidos                                    |
| Berlim 1936 (detalhes)           | Marshall Wayne USA Estados Unidos    | Elbert Root USA Estados Unidos       | Hermann Stork GER Alemanha                                        |
| Londres 1948 (detalhes)          | Samuel Lee USA Estados Unidos        | Bruce Harlan USA Estados Unidos      | Joaquín Capilla MEX México                                        |
| Helsinque 1952 (detalhes)        | Samuel Lee USA Estados Unidos        | Joaquín Capilla MEX México           | Günther Haase GER Alemanha                                        |
| Melbourne 1956 (detalhes)        | Joaquín Capilla MEX México           | Gary Tobian USA Estados Unidos       | Richard Connor USA Estados Unidos                                 |
| Roma 1960 (detalhes)             | Bob Webster USA Estados Unidos       | Gary Tobian USA Estados Unidos       | Brian Phelps GBR Grã-Bretanha                                     |
| Tóquio 1964 (detalhes)           | Bob Webster USA Estados Unidos       | Klaus Dibiasi ITA Itália             | Thomas Gompf USA Estados Unidos                                   |
| Cidade do México 1968 (detalhes) | Klaus Dibiasi ITA Itália             | Álvaro Gaxiola MEX México            | Edwin Young USA Estados Unidos                                    |
| Munique 1972 (detalhes)          | Klaus Dibiasi ITA Itália             | Richard Rydze USA Estados Unidos     | Giorgio Cagnotto ITA Itália                                       |
| Montreal 1976 (detalhes)         | Klaus Dibiasi ITA Itália             | Greg Louganis USA Estados Unidos     | Vladimir Aleynik URS União Soviética                              |
| Moscou 1980 (detalhes)           | Falk Hoffmann GDR Alemanha Oriental  | Vladimir Aleynik URS União Soviética | David Ambartsumyan URS União Soviética                            |
| Los Angeles 1984 (detalhes)      | Greg Louganis USA Estados Unidos     | Bruce Kimball USA Estados Unidos     | Li Kongzheng CHN China                                            |
| Seul 1988 (detalhes)             | Greg Louganis USA Estados Unidos     | Xiong Ni CHN China                   | Jesús Mena MEX México                                             |
| Barcelona 1992 (detalhes)        | Sun Shuwei CHN China                 | Scott Donie USA Estados Unidos       | Xiong Ni CHN China                                                |
| Atlanta 1996 (detalhes)          | Dmitri Sautin RUS Rússia             | Jan Hempel GER Alemanha              | Xiao Hailiang CHN China                                           |
| Sydney 2000 (detalhes)           | Tian Liang CHN China                 | Hu Jia CHN China                     | Dmitri Sautin RUS Rússia                                          |
| Atenas 2004 (detalhes)           | Hu Jia CHN China                     | Mathew Helm AUS Austrália            | Tian Liang CHN China                                              |
| Pequim 2008 (detalhes)           | Matthew Mitcham AUS Austrália        | Zhou Luxin CHN China                 | Gleb Galperin RUS Rússia                                          |
| Londres 2012 (detalhes)          | David Boudia USA Estados Unidos      | Qiu Bo CHN China                     | Tom Daley GBR Grã-Bretanha                                        |
| Rio 2016 (detalhes)              | Chen Aisen CHN China                 | Germán Sánchez MEX México            | David Boudia USA Estados Unidos                                   |
| Tóquio 2020 (detalhes)           | Cao Yuan CHN China                   | Yang Jian CHN China                  | Tom Daley GBR Grã-Bretanha                                        |
| Paris 2024 (detalhes)            | Cao Yuan CHN China                   | Rikuto Tamai JPN Japão               | Noah Williams GBR Grã-Bretanha                                    |

### Trampolim 3 m individual

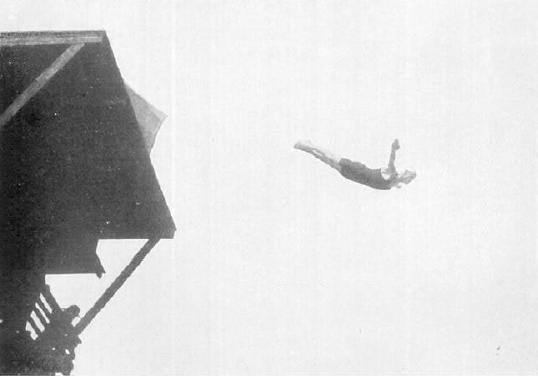
Albert Zürner conquistou o ouro no trampolim em 1908, na edição seguinte ficou com a prata na plataforma

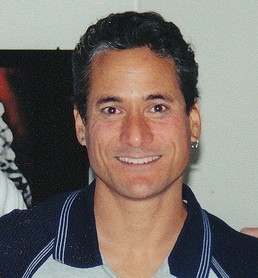
Greg Louganis conquistou quatro medalhas de ouro olímpicas, duas delas no trampolim

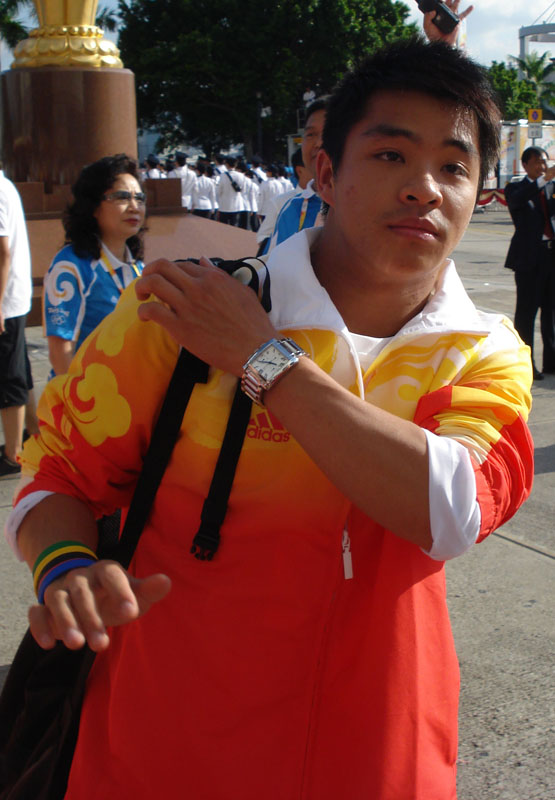
He Chong foi medalha de ouro competindo em casa na edição de 2008

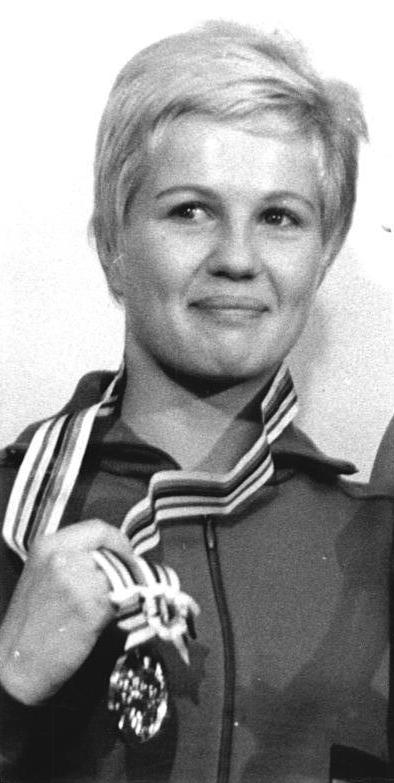
Ingrid Krämer conquistou duas medalhas de ouro no trampolim

| Evento                           | Ouro                                  | Prata                                | Bronze                                                      |
| -------------------------------- | ------------------------------------- | ------------------------------------ | ----------------------------------------------------------- |
| Londres 1908 (detalhes)          | Albert Zürner GER Alemanha            | Kurt Behrens GER Alemanha            | George Gaidzik USA Estados Unidos Gottlob Walz GER Alemanha |
| Estocolmo 1912 (detalhes)        | Paul Günther GER Alemanha             | Hans Luber GER Alemanha              | Kurt Behrens GER Alemanha                                   |
| Antuérpia 1920 (detalhes)        | Louis Kuehn USA Estados Unidos        | Clarence Pinkston USA Estados Unidos | Louis Balbach USA Estados Unidos                            |
| Paris 1924 (detalhes)            | Albert White USA Estados Unidos       | Pete Desjardins USA Estados Unidos   | Clarence Pinkston USA Estados Unidos                        |
| Amsterdã 1928 (detalhes)         | Pete Desjardins USA Estados Unidos    | Michael Galitzen USA Estados Unidos  | Farid Simaika EGY Egito                                     |
| Los Angeles 1932 (detalhes)      | Michael Galitzen USA Estados Unidos   | Harold Smith USA Estados Unidos      | Richard Degener USA Estados Unidos                          |
| Berlim 1936 (detalhes)           | Richard Degener USA Estados Unidos    | Marshall Wayne USA Estados Unidos    | Alan Greene USA Estados Unidos                              |
| Londres 1948 (detalhes)          | Bruce Harlan USA Estados Unidos       | Miller Anderson USA Estados Unidos   | Samuel Lee USA Estados Unidos                               |
| Helsinque 1952 (detalhes)        | David Browning USA Estados Unidos     | Miller Anderson USA Estados Unidos   | Bob Clotworthy USA Estados Unidos                           |
| Melbourne 1956 (detalhes)        | Bob Clotworthy USA Estados Unidos     | Donald Harper USA Estados Unidos     | Joaquín Capilla MEX México                                  |
| Roma 1960 (detalhes)             | Gary Tobian USA Estados Unidos        | Samuel Hall USA Estados Unidos       | Juan Botella Medina MEX México                              |
| Tóquio 1964 (detalhes)           | Kenneth Sitzberger USA Estados Unidos | Francis Gorman ITA Itália            | Lawrence Andreasen USA Estados Unidos                       |
| Cidade do México 1968 (detalhes) | Bernard Wrightson USA Estados Unidos  | Klaus Dibiasi ITA Itália             | James Henry USA Estados Unidos                              |
| Munique 1972 (detalhes)          | Vladimir Vasin URS União Soviética    | Giorgio Cagnotto ITA Itália          | Craig Lincoln USA Estados Unidos                            |
| Montreal 1976 (detalhes)         | Phil Boggs USA Estados Unidos         | Giorgio Cagnotto ITA Itália          | Aleksandr Kosenkov URS União Soviética                      |
| Moscou 1980 (detalhes)           | Aleksandr Portnov URS União Soviética | Carlos Girón MEX México              | Giorgio Cagnotto ITA Itália                                 |
| Los Angeles 1984 (detalhes)      | Greg Louganis USA Estados Unidos      | Tan Liangde CHN China                | Ronald Merriott USA Estados Unidos                          |
| Seul 1988 (detalhes)             | Greg Louganis USA Estados Unidos      | Tan Liangde CHN China                | Li Deliang CHN China                                        |
| Barcelona 1992 (detalhes)        | Mark Lenzi USA Estados Unidos         | Tan Liangde CHN China                | Dmitri Sautin EUN Equipa Unificada                          |
| Atlanta 1996 (detalhes)          | Xiong Ni CHN China                    | Yu Zhuocheng CHN China               | Mark Lenzi USA Estados Unidos                               |
| Sydney 2000 (detalhes)           | Xiong Ni CHN China                    | Fernando Platas MEX México           | Dmitri Sautin RUS Rússia                                    |
| Atenas 2004 (detalhes)           | Peng Bo CHN China                     | Alexandre Despatie CAN Canadá        | Dmitri Sautin RUS Rússia                                    |
| Pequim 2008 (detalhes)           | He Chong CHN China                    | Alexandre Despatie CAN Canadá        | Qin Kai CHN China                                           |
| Londres 2012 (detalhes)          | Ilya Zakharov RUS Rússia              | Qin Kai CHN China                    | He Chong CHN China                                          |
| Rio 2016 (detalhes)              | Cao Yuan CHN China                    | Jack Laugher GBR Grã-Bretanha        | Patrick Hausding GER Alemanha                               |
| Tóquio 2020 (detalhes)           | Xie Siyi CHN China                    | Wang Zongyuan CHN China              | Jack Laugher GBR Grã-Bretanha                               |
| Paris 2024 (detalhes)            | Xie Siyi CHN China                    | Wang Zongyuan CHN China              | Osmar Olvera MEX México                                     |

### Plataforma 10 m sincronizado

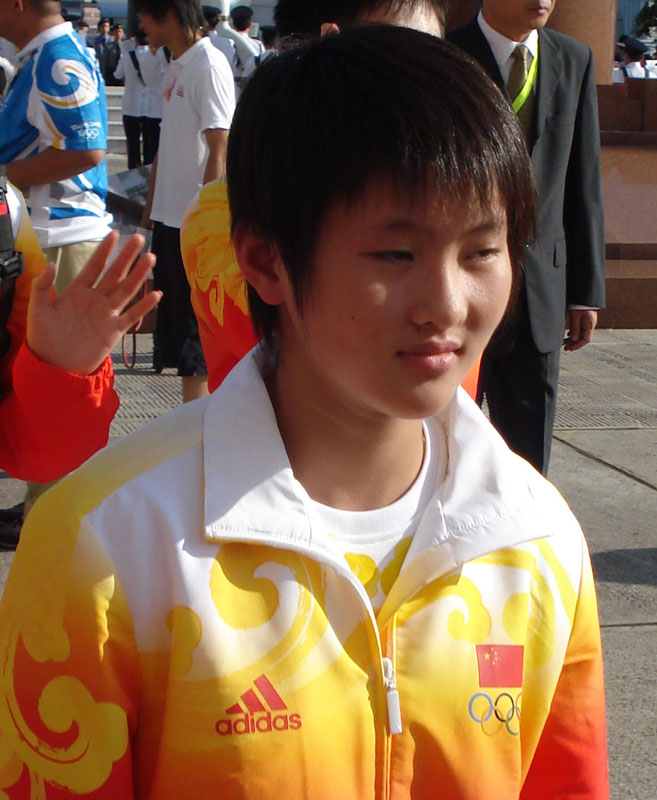
Chen Ruolin foi ouro na plataforma sincronizado com Wang Xin em 2008

| Evento                  | Ouro                                   | Prata                                          | Bronze                                           |
| ----------------------- | -------------------------------------- | ---------------------------------------------- | ------------------------------------------------ |
| Sydney 2000 (detalhes)  | Igor Lukashin Dmitri Sautin RUS Rússia | Hu Jia Tian Liang CHN China                    | Jan Hempel Heiko Meyer GER Alemanha              |
| Atenas 2004 (detalhes)  | Tian Liang Yang Jinghui CHN China      | Leon Taylor Peter Waterfield GBR Grã-Bretanha  | Mathew Helm Robert Newbery AUS Austrália         |
| Pequim 2008 (detalhes)  | Lin Yue Huo Liang CHN China            | Patrick Hausding Sascha Klein GER Alemanha     | Gleb Galperin Dmitriy Dobroskok RUS Rússia       |
| Londres 2012 (detalhes) | Cao Yuan Zhang Yanquan CHN China       | Iván García Germán Sánchez MEX México          | David Boudia Nicholas McCrory USA Estados Unidos |
| Rio 2016 (detalhes)     | Chen Aisen Lin Yue CHN China           | David Boudia Steele Johnson USA Estados Unidos | Tom Daley Daniel Goodfellow GBR Grã-Bretanha     |
| Tóquio 2020 (detalhes)  | Tom Daley Matty Lee GBR Grã-Bretanha   | Chen Aisen Cao Yuan CHN China                  | Aleksandr Bondar Viktor Minibaev ROC             |
| Paris 2024 (detalhes)   | Lian Junjie Yang Hao CHN China         | Tom Daley Noah Williams GBR Grã-Bretanha       | Rylan Wiens Nathan Zsombor-Murray CAN Canadá     |

### Trampolim 3 m sincronizado

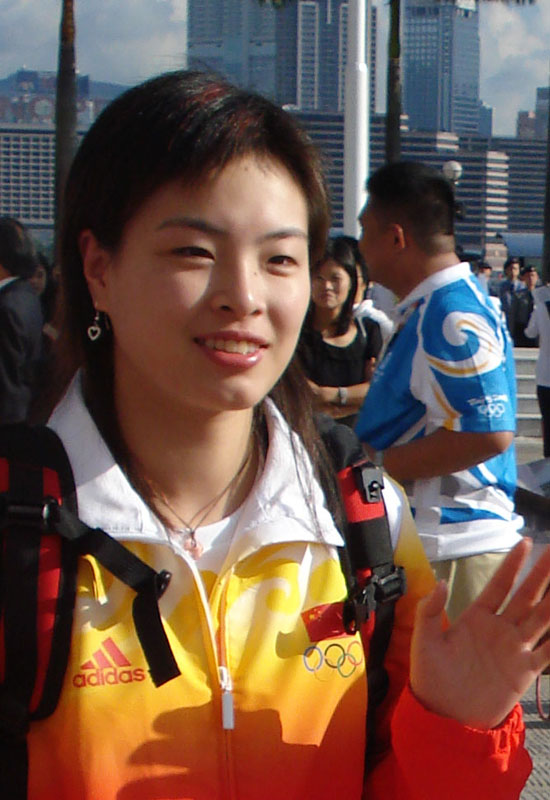
Wu Minxia é a atual tetracampeã olímpica no trampolim sincronizado

| Evento                  | Ouro                                       | Prata                                              | Bronze                                        |
| ----------------------- | ------------------------------------------ | -------------------------------------------------- | --------------------------------------------- |
| Sydney 2000 (detalhes)  | Xiong Ni Xiao Hailiang CHN China           | Aleksandr Dobroskok Dmitri Sautin RUS Rússia       | Robert Newbery Dean Pullar AUS Austrália      |
| Atenas 2004 (detalhes)  | Thomas Bimis Nikolaos Siranidis GRE Grécia | Andreas Wels Tobias Schellenberg GER Alemanha      | Steven Barnett Robert Newbery AUS Austrália   |
| Pequim 2008 (detalhes)  | Wang Feng Qin Kai CHN China                | Dmitri Sautin Yuriy Kunakov RUS Rússia             | Illya Kvasha Oleksiy Prygorov UKR Ucrânia     |
| Londres 2012 (detalhes) | Luo Yutong Qin Kai CHN China               | Ilya Zakharov Evgeny Kuznetsov RUS Rússia          | Troy Dumais Kristian Ipsen USA Estados Unidos |
| Rio 2016 (detalhes)     | Chris Mears Jack Laugher GBR Grã-Bretanha  | Sam Dorman Michael Hixon USA Estados Unidos        | Cao Yuan Qin Kai CHN China                    |
| Tóquio 2020 (detalhes)  | Xie Siyi Wang Zongyuan CHN China           | Andrew Capobianco Michael Hixon USA Estados Unidos | Patrick Hausding Lars Rüdiger GER Alemanha    |
| Paris 2024 (detalhes)   | Long Daoyi Wang Zongyuan CHN China         | Juan Celaya Osmar Olvera MEX México                | Anthony Harding Jack Laugher GBR Grã-Bretanha |

### Mergulho à distância
| Evento                      | Ouro                              | Prata                          | Bronze                         |
| --------------------------- | --------------------------------- | ------------------------------ | ------------------------------ |
| Saint Louis 1904 (detalhes) | William Dickey USA Estados Unidos | Edgar Adams USA Estados Unidos | Leo Goodwin USA Estados Unidos |

### Salto simples em altura
| Evento                    | Ouro                     | Prata                        | Bronze                         |
| ------------------------- | ------------------------ | ---------------------------- | ------------------------------ |
| Estocolmo 1912 (detalhes) | Erik Adlerz SWE Suécia   | Hjalmar Johansson SWE Suécia | John Jansson SWE Suécia        |
| Antuérpia 1920 (detalhes) | Arvid Wallman SWE Suécia | Nils Skoglund SWE Suécia     | John Jansson SWE Suécia        |
| Paris 1924 (detalhes)     | Dick Eve AUS Austrália   | John Jansson SWE Suécia      | Harold Clarke GBR Grã-Bretanha |

## Feminino

### Plataforma 10 m individual
| Evento                           | Ouro                                         | Prata                                        | Bronze                                 |
| -------------------------------- | -------------------------------------------- | -------------------------------------------- | -------------------------------------- |
| Estocolmo 1912 (detalhes)        | Greta Johansson SWE Suécia                   | Lisa Regnell SWE Suécia                      | Isabelle White GBR Grã-Bretanha        |
| Antuérpia 1920 (detalhes)        | Stefanie Clausen DEN Dinamarca               | Beatrice Armstrong GBR Grã-Bretanha          | Eva Olliwier SWE Suécia                |
| Paris 1924 (detalhes)            | Caroline Smith USA Estados Unidos            | Elizabeth Becker-Pinkston USA Estados Unidos | Hjördis Töpel SWE Suécia               |
| Amsterdã 1928 (detalhes)         | Elizabeth Becker-Pinkston USA Estados Unidos | Georgia Coleman USA Estados Unidos           | Laura Sjöqvist SWE Suécia              |
| Los Angeles 1932 (detalhes)      | Dorothy Poynton-Hill USA Estados Unidos      | Georgia Coleman USA Estados Unidos           | Marion Roper USA Estados Unidos        |
| Berlim 1936 (detalhes)           | Dorothy Poynton-Hill USA Estados Unidos      | Velma Dunn USA Estados Unidos                | Käthe Köhler GER Alemanha              |
| Londres 1948 (detalhes)          | Vicki Draves USA Estados Unidos              | Patricia Elsener USA Estados Unidos          | Birte Christoffersen DEN Dinamarca     |
| Helsinque 1952 (detalhes)        | Pat McCormick USA Estados Unidos             | Paula Myers USA Estados Unidos               | Juno Irwin USA Estados Unidos          |
| Melbourne 1956 (detalhes)        | Pat McCormick USA Estados Unidos             | Juno Irwin USA Estados Unidos                | Paula Pope USA Estados Unidos          |
| Roma 1960 (detalhes)             | Ingrid Krämer EUA Equipe Alemã Unida         | Paula Pope USA Estados Unidos                | Ninel Krutova URS União Soviética      |
| Tóquio 1964 (detalhes)           | Lesley Bush USA Estados Unidos               | Ingrid Engel-Krämer EUA Equipe Alemã Unida   | Galina Alekseeva URS União Soviética   |
| Cidade do México 1968 (detalhes) | Milena Duchková TCH Checoslováquia           | Natalya Lobanova URS União Soviética         | Ann Peterson USA Estados Unidos        |
| Munique 1972 (detalhes)          | Ulrika Knape SWE Suécia                      | Milena Duchková TCH Checoslováquia           | Marina Janicke GDR Alemanha Oriental   |
| Montreal 1976 (detalhes)         | Elena Vaytsekhovskaya URS União Soviética    | Ulrika Knape SWE Suécia                      | Deborah Wilson USA Estados Unidos      |
| Moscou 1980 (detalhes)           | Martina Jäschke GDR Alemanha Oriental        | Silva Emirzyan URS União Soviética           | Liana Tsotadze URS União Soviética     |
| Los Angeles 1984 (detalhes)      | Zhou Jihong CHN China                        | Michele Mitchell USA Estados Unidos          | Wendy Wyland USA Estados Unidos        |
| Seul 1988 (detalhes)             | Xu Yanmei CHN China                          | Michele Mitchell USA Estados Unidos          | Wendy Lian Williams USA Estados Unidos |
| Barcelona 1992 (detalhes)        | Fu Mingxia CHN China                         | Yelena Miroshina EUN Equipa Unificada        | Mary Ellen Clark USA Estados Unidos    |
| Atlanta 1996 (detalhes)          | Fu Mingxia CHN China                         | Annika Walter GER Alemanha                   | Mary Ellen Clark USA Estados Unidos    |
| Sydney 2000 (detalhes)           | Laura Wilkinson USA Estados Unidos           | Li Na CHN China                              | Anne Montminy CAN Canadá               |
| Atenas 2004 (detalhes)           | Chantelle Newbery AUS Austrália              | Lao Lishi CHN China                          | Loudy Tourky AUS Austrália             |
| Pequim 2008 (detalhes)           | Chen Ruolin CHN China                        | Émilie Heymans CAN Canadá                    | Wang Xin CHN China                     |
| Londres 2012 (detalhes)          | Chen Ruolin CHN China                        | Brittany Broben AUS Austrália                | Pandelela Rinong MAS Malásia           |
| Rio 2016 (detalhes)              | Ren Qian CHN China                           | Si Yajie CHN China                           | Meaghan Benfeito CAN Canadá            |
| Tóquio 2020 (detalhes)           | Quan Hongchan CHN China                      | Chen Yuxi CHN China                          | Melissa Wu AUS Austrália               |
| Paris 2024 (detalhes)            | Quan Hongchan CHN China                      | Chen Yuxi CHN China                          | Kim Mi-rae PRK Coreia do Norte         |

### Trampolim 3 m individual
| Evento                           | Ouro                                         | Prata                                   | Bronze                                  |
| -------------------------------- | -------------------------------------------- | --------------------------------------- | --------------------------------------- |
| Antuérpia 1920 (detalhes)        | Aileen Riggin USA Estados Unidos             | Helen Wainwright USA Estados Unidos     | Thelma Payne USA Estados Unidos         |
| Paris 1924 (detalhes)            | Elizabeth Becker-Pinkston USA Estados Unidos | Aileen Riggin USA Estados Unidos        | Caroline Fletcher USA Estados Unidos    |
| Amsterdã 1928 (detalhes)         | Helen Meany USA Estados Unidos               | Dorothy Poynton-Hill USA Estados Unidos | Georgia Coleman USA Estados Unidos      |
| Los Angeles 1932 (detalhes)      | Georgia Coleman USA Estados Unidos           | Katherine Rawls USA Estados Unidos      | Jane Fauntz USA Estados Unidos          |
| Berlim 1936 (detalhes)           | Marjorie Gestring USA Estados Unidos         | Katherine Rawls USA Estados Unidos      | Dorothy Poynton-Hill USA Estados Unidos |
| Londres 1948 (detalhes)          | Vicki Draves USA Estados Unidos              | Zoe Ann Olsen-Jensen USA Estados Unidos | Patricia Elsener USA Estados Unidos     |
| Helsinque 1952 (detalhes)        | Pat McCormick USA Estados Unidos             | Madeleine Moreau FRA França             | Zoe Ann Olsen-Jensen USA Estados Unidos |
| Melbourne 1956 (detalhes)        | Pat McCormick USA Estados Unidos             | Jeanne Stunyo USA Estados Unidos        | Irene MacDonald CAN Canadá              |
| Roma 1960 (detalhes)             | Ingrid Krämer EUA Equipe Alemã Unida         | Paula Pope USA Estados Unidos           | Elizabeth Ferris GBR Grã-Bretanha       |
| Tóquio 1964 (detalhes)           | Ingrid Engel-Krämer EUA Equipe Alemã Unida   | Jeanne Collier USA Estados Unidos       | Mary Willard USA Estados Unidos         |
| Cidade do México 1968 (detalhes) | Susanne Gossick USA Estados Unidos           | Tamara Pogosheva URS União Soviética    | Keala O'Sullivan USA Estados Unidos     |
| Munique 1972 (detalhes)          | Micki King USA Estados Unidos                | Ulrika Knape SWE Suécia                 | Marina Janicke GDR Alemanha Oriental    |
| Montreal 1976 (detalhes)         | Jennifer Chandler USA Estados Unidos         | Christa Köhler GDR Alemanha Oriental    | Cynthia Potter USA Estados Unidos       |
| Moscou 1980 (detalhes)           | Irina Kalinina URS União Soviética           | Martina Proeber GDR Alemanha Oriental   | Karin Guthke GDR Alemanha Oriental      |
| Los Angeles 1984 (detalhes)      | Sylvie Bernier CAN Canadá                    | Kelly McCormick USA Estados Unidos      | Christina Seufert USA Estados Unidos    |
| Seul 1988 (detalhes)             | Gao Min CHN China                            | Li Qing CHN China                       | Kelly McCormick USA Estados Unidos      |
| Barcelona 1992 (detalhes)        | Gao Min CHN China                            | Irina Lashko EUN Equipa Unificada       | Brita Baldus GER Alemanha               |
| Atlanta 1996 (detalhes)          | Fu Mingxia CHN China                         | Irina Lashko RUS Rússia                 | Annie Pelletier CAN Canadá              |
| Sydney 2000 (detalhes)           | Fu Mingxia CHN China                         | Guo Jingjing CHN China                  | Dörte Lindner GER Alemanha              |
| Atenas 2004 (detalhes)           | Guo Jingjing CHN China                       | Wu Minxia CHN China                     | Yuliya Pakhalina RUS Rússia             |
| Pequim 2008 (detalhes)           | Guo Jingjing CHN China                       | Yuliya Pakhalina RUS Rússia             | Wu Minxia CHN China                     |
| Londres 2012 (detalhes)          | Wu Minxia CHN China                          | He Zi CHN China                         | Laura Sánchez MEX México                |
| Rio 2016 (detalhes)              | Shi Tingmao CHN China                        | He Zi CHN China                         | Tania Cagnotto ITA Itália               |
| Tóquio 2020 (detalhes)           | Shi Tingmao CHN China                        | Wang Han CHN China                      | Krysta Palmer USA Estados Unidos        |
| Paris 2024 (detalhes)            | Chen Yiwen CHN China                         | Maddison Keeney AUS Austrália           | Chang Yani CHN China                    |

### Plataforma 10 m sincronizado
| Evento                  | Ouro                              | Prata                                               | Bronze                                                  |
| ----------------------- | --------------------------------- | --------------------------------------------------- | ------------------------------------------------------- |
| Sydney 2000 (detalhes)  | Li Na Sang Xue CHN China          | Émilie Heymans Anne Montminy CAN Canadá             | Rebecca Gilmore Loudy Tourky AUS Austrália              |
| Atenas 2004 (detalhes)  | Lao Lishi Li Ting CHN China       | Natalia Goncharova Yulia Koltunova RUS Rússia       | Blythe Hartley Émilie Heymans CAN Canadá                |
| Pequim 2008 (detalhes)  | Chen Ruolin Wang Xin CHN China    | Briony Cole Melissa Wu AUS Austrália                | Paola Espinosa Tatiana Ortiz MEX México                 |
| Londres 2012 (detalhes) | Chen Ruolin Wang Hao CHN China    | Paola Espinosa Alejandra Orozco MEX México          | Meaghan Benfeito Roseline Filion CAN Canadá             |
| Rio 2016 (detalhes)     | Chen Ruolin Liu Huixia CHN China  | Cheong Jun Hoong Pandelela Rinong MAS Malásia       | Meaghan Benfeito Roseline Filion CAN Canadá             |
| Tóquio 2020 (detalhes)  | Chen Yuxi Zhang Jiaqi CHN China   | Delaney Schnell Jessica Parratto USA Estados Unidos | Alejandra Orozco Gabriela Agúndez MEX México            |
| Paris 2024 (detalhes)   | Chen Yuxi Quan Hongchan CHN China | Jo Jin-mi Kim Mi-rae PRK Coreia do Norte            | Andrea Spendolini-Sirieix Lois Toulson GBR Grã-Bretanha |

### Trampolim 3 m sincronizado
| Evento                  | Ouro                                    | Prata                                             | Bronze                                             |
| ----------------------- | --------------------------------------- | ------------------------------------------------- | -------------------------------------------------- |
| Sydney 2000 (detalhes)  | Vera Ilyina Yuliya Pakhalina RUS Rússia | Fu Mingxia Guo Jingjing CHN China                 | Ganna Sorokina Olena Zhupina UKR Ucrânia           |
| Atenas 2004 (detalhes)  | Wu Minxia Guo Jingjing CHN China        | Vera Ilyina Yuliya Pakhalina RUS Rússia           | Irina Lashko Chantelle Newbery AUS Austrália       |
| Pequim 2008 (detalhes)  | Wu Minxia Guo Jingjing CHN China        | Yuliya Pakhalina Anastasia Pozdniakova RUS Rússia | Ditte Kotzian Heike Fischer GER Alemanha           |
| Londres 2012 (detalhes) | Wu Minxia He Zi CHN China               | Kelci Bryant Abigail Johnston USA Estados Unidos  | Jennifer Abel Émilie Heymans CAN Canadá            |
| Rio 2016 (detalhes)     | Wu Minxia Shi Tingmao CHN China         | Tania Cagnotto Francesca Dallapé ITA Itália       | Maddison Keeney Anabelle Smith AUS Austrália       |
| Tóquio 2020 (detalhes)  | Wang Han Shi Tingmao CHN China          | Jennifer Abel Mélissa Citrini-Beaulieu CAN Canadá | Lena Hentschel Tina Punzel GER Alemanha            |
| Paris 2024 (detalhes)   | Chang Yani Chen Yiwen CHN China         | Sarah Bacon Kassidy Cook USA Estados Unidos       | Yasmin Harper Scarlett Mew Jensen GBR Grã-Bretanha |